# Grand Prix Formule 1 van Australië 2009

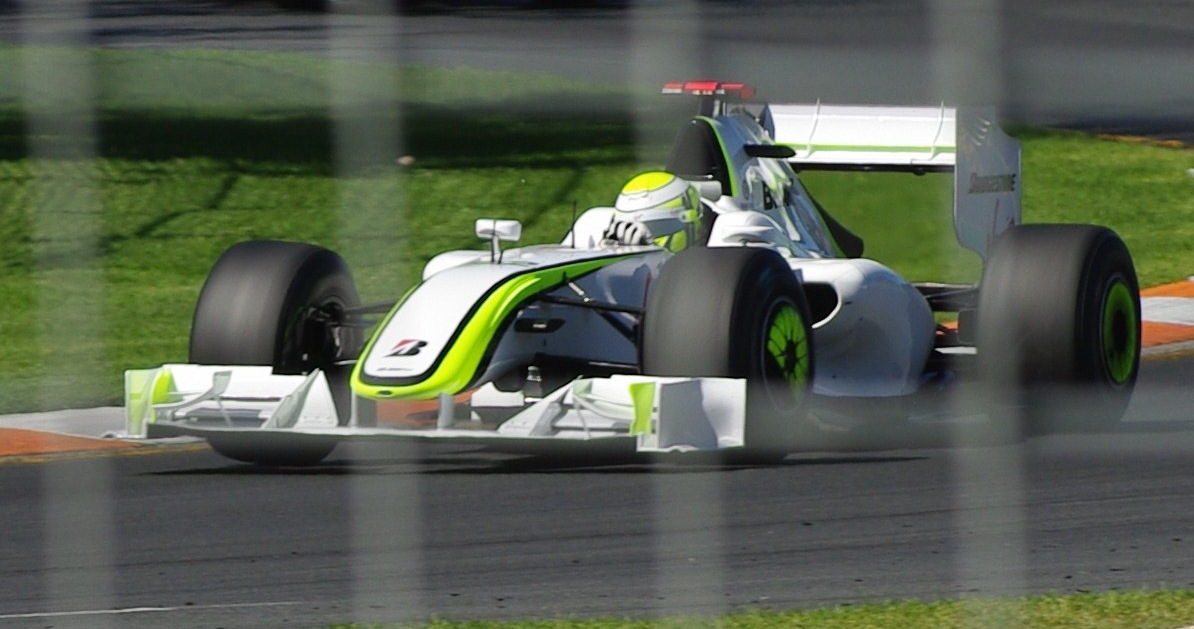
Jenson Button tijdens de race in Melbourne

De Grand Prix Formule 1 van Australië 2009 werd gehouden op 29 maart 2009 op het Albert Park Circuit in Melbourne, Australië. Het was de eerste race voor het Brawn GP team onder leiding van Ross Brawn. Coureurs Jenson Button en Rubens Barrichello van Brawn GP veroverden respectievelijk de eerste en tweede plaats op het podium, een unieke prestatie.

## Kwalificatie
Auto uitgerust met KERS zijn gemarkeerd met "‡"

### Kwalificatie
| Positie | Nr | Naam                 | Team                 | Q1       | Q2        | Q3       | Grid |
| ------- | -- | -------------------- | -------------------- | -------- | --------- | -------- | ---- |
| 1       | 22 | Jenson Button        | Brawn-Mercedes       | 1:25.211 | 1:24.855  | 1:26.202 | 1    |
| 2       | 23 | Rubens Barrichello   | Brawn-Mercedes       | 1:25.006 | 1:24.783  | 1:26.505 | 2    |
| 3       | 15 | Sebastian Vettel     | Red Bull-Renault     | 1:25.938 | 1:25.121  | 1:26.830 | 3    |
| 4       | 5  | Robert Kubica        | BMW Sauber           | 1:25.922 | 1:25.152  | 1:26.914 | 4    |
| 5       | 16 | Nico Rosberg         | Williams-Toyota      | 1:25.846 | 1:25.123  | 1:26.973 | 5    |
| 6       | 10 | Timo Glock           | Toyota               | 1:25.499 | 1:25.281  | 1:26.975 | 191  |
| 7       | 3‡ | Felipe Massa         | Ferrari              | 1:25.844 | 1:25.319  | 1:27.033 | 6    |
| 8       | 9  | Jarno Trulli         | Toyota               | 1:26.194 | 1:25.265  | 1:27.127 | 201  |
| 9       | 4‡ | Kimi Räikkönen       | Ferrari              | 1:25.899 | 1:25.380  | 1:27.163 | 7    |
| 10      | 14 | Mark Webber          | Red Bull-Renault     | 1:25.427 | 1:25.241  | 1:27.246 | 8    |
| 11      | 6‡ | Nick Heidfeld        | BMW Sauber           | 1:25.827 | 1:25.504  |          | 9    |
| 12      | 7‡ | Fernando Alonso      | Renault              | 1:26.026 | 1:25.605  |          | 10   |
| 13      | 17 | Kazuki Nakajima      | Williams-Toyota      | 1:26.074 | 1:25.607  |          | 11   |
| 14      | 2‡ | Heikki Kovalainen    | McLaren-Mercedes     | 1:26.184 | 1:25.726  |          | 12   |
| 15      | 1‡ | Lewis Hamilton       | McLaren-Mercedes     | 1:26.454 | Geen tijd |          | 182  |
| 16      | 12 | Sébastien Buemi      | Toro Rosso-Ferrari   | 1:26.503 |           |          | 13   |
| 17      | 8‡ | Nelson Piquet jr.    | Renault              | 1:26.598 |           |          | 14   |
| 18      | 21 | Giancarlo Fisichella | Force India-Mercedes | 1:26.677 |           |          | 15   |
| 19      | 20 | Adrian Sutil         | Force India-Mercedes | 1:26.742 |           |          | 16   |
| 20      | 11 | Sébastien Bourdais   | Toro Rosso-Ferrari   | 1:26.964 |           |          | 17   |

- 1 Beide Toyota's werden achteraan gezet wegens een illegale achtervleugel en kozen om te starten uit de pitstraat.
- 2 Lewis Hamilton moest vijf plaatsen terug wegens het wisselen van een versnellingsbak.

### Race
| Pos | Nr | Coureur              | Team                 | Rondes | Tijd/Oorzaak uitval | Startplaats | Punten |
| --- | -- | -------------------- | -------------------- | ------ | ------------------- | ----------- | ------ |
| 1   | 22 | Jenson Button        | Brawn-Mercedes       | 58     | 1:34:15.784         | 1           | 10     |
| 2   | 23 | Rubens Barrichello   | Brawn-Mercedes       | 58     | +0.807              | 2           | 8      |
| 3   | 9  | Jarno Trulli 3       | Toyota               | 58     | +1.604              | 20          | 6      |
| 4   | 10 | Timo Glock           | Toyota               | 58     | +4.435              | 19          | 5      |
| 5   | 7  | Fernando Alonso      | Renault              | 58     | +4.879              | 10          | 4      |
| 6   | 16 | Nico Rosberg         | Williams-Toyota      | 58     | +5.722              | 5           | 3      |
| 7   | 12 | Sébastien Buemi      | Toro Rosso-Ferrari   | 58     | +6.004              | 13          | 2      |
| 8   | 11 | Sébastien Bourdais   | Toro Rosso-Ferrari   | 58     | +6.298              | 17          | 1      |
| 9   | 20 | Adrian Sutil         | Force India-Mercedes | 58     | +6.335              | 16          |        |
| 10  | 6  | Nick Heidfeld        | BMW Sauber           | 58     | +7.085              | 9           |        |
| 11  | 21 | Giancarlo Fisichella | Force India-Mercedes | 58     | +7.374              | 15          |        |
| 12  | 14 | Mark Webber          | Red Bull-Renault     | 57     | +1 ronde            | 8           |        |
| 13  | 15 | Sebastian Vettel     | Red Bull-Renault     | 56     | Ongeluk             | 3           |        |
| 14  | 5  | Robert Kubica        | BMW Sauber           | 55     | Ongeluk             | 4           |        |
| 15  | 4  | Kimi Räikkönen       | Ferrari              | 55     | Differentieel       | 7           |        |
| Ret | 3  | Felipe Massa         | Ferrari              | 45     | Ophanging           | 6           |        |
| Ret | 8  | Nelson Piquet jr.    | Renault              | 24     | Spin                | 14          |        |
| Ret | 17 | Kazuki Nakajima      | Williams-Toyota      | 17     | Ongeluk             | 11          |        |
| Ret | 2  | Heikki Kovalainen    | McLaren-Mercedes     | 0      | Schade              | 12          |        |
| DSQ | 1  | Lewis Hamilton 3     | McLaren-Mercedes     | 58     | Gediskwalificeerd   | 18          |        |

- 3 Na de race kreeg Jarno Trulli een tijdstraf van 25 seconden voor inhalen gedurende een safety-carperiode. Het onderzoek werd heropend voorafgaand aan de volgende race in Maleisië, naar aanleiding van nieuwe informatie. De tijdstraf werd teruggedraaid en Lewis Hamilton en McLaren werden gediskwalificeerd wegens het verstrekken van misleidende informatie.

## Statistieken
| Snelste ronde | Nico Rosberg | Williams | 1:27.706 |

## Noot
- Dit was het debuut van de Zwitserse coureur Sébastien Buemi.
- Tweehonderdste Grand Prix-start voor Jarno Trulli. Hiermee was Trulli de tiende coureur die minstens 200 Grands Prix had gereden.
- Tweehonderdste Grand Prix-winst voor een Britse coureur.

1949 · 1985 · 1986 · 1987 · 1988 · 1989 · 1990 · 1991 · 1992 · 1993 · 1994 · 1995 · 1996 · 1997 · 1998 · 1999 · 2000 · 2001 · 2002 · 2003 · 2004 · 2005 · 2006 · 2007 · 2008 · 2009 · 2010 · 2011 · 2012 · 2013 · 2014 · 2015 · 2016 · 2017 · 2018 · 2019 · 2020 · 2021 · 2022 · 2023 · 2024 · 2025